# Керамік (Україна)
Кера́мік — селище Очеретинської селищної громади Покровського району Донецької області, в Україні. Розташоване на річці Калинівка за 33 км від Донецька.

## Загальні відомості
Відстань до Ясинуватої становить близько 24 км і проходить автошляхом Н20.
Землі села межують із територією с. Калинове Краматорського району Донецької області.

## Населення

### Мова
Розподіл населення за рідною мовою за даними перепису 2001 року:
| Мова       | Кількість | Відсоток |
| ---------- | --------- | -------- |
| українська | 389       | 75.24%   |
| російська  | 126       | 24.38%   |
| білоруська | 1         | 0.19%    |
| угорська   | 1         | 0.19%    |
| Усього     | 517       | 100%     |

За даними перепису 2001 року населення смт становило 517 осіб, із них 75,24 % зазначили рідною мову українську, 24,37 %— російську, 0,19 %— білоруську та угорську мови.